# OMC (groupe)
Pour les articles homonymes, voir OMC (homonymie).
OMC, ou Otara Millionaires Club, est un groupe de pop rock néo-zélandais, originaire d'Ōtara, Auckland. Il est surtout connu pour la chanson How Bizarre, qui rencontra le succès en 1996. Le nom du groupe est un jeu de mots avec Ōtara.

## Biographie

### Origines (1992–1994)
Le groupe est formé à l'origine en 1992 par Phil Fuemana, qui joue sans être connu dans les groupes Houseparty et Fuemana. Phil et son jeune frère Pauly enregistrent deux titres sur la compilation Proud produite par Alan Jansson. Pauly suggère de ne garder que les initiales ; par la suite, Pauly et Jansson deviennent OMC. Pauly devient le visage du groupe, son interprète principal en tant que chanteur et joueur de plusieurs instruments lors des concerts. Cependant, Pauly Fuemana et Alan Jansson écrivent et composent tous les deux les chansons, signent les arrangements et se partagent les droits.

### How Bizarre(1995–1997)
Après avoir signé pour le label Huh! Records de Simon Grigg, OMC enregistre le single How Bizarre à la fin de 1995. Il s'agit d'un succès immédiat, numéro un des ventes au début de 1996 pendant trois semaines, se vendant à 35 000 exemplaires. En Australie, il est numéro un durant cinq semaines, se vendant à 150 000 exemplaires. Plus tard dans l'année, le titre est numéro cinq du UK Singles Chart et numéro un dans différents pays d'Europe et dans le monde. En France, il atteint la seizième place.
Aux États-Unis, How Bizarre est présent trente-deux semaines dans le Top 40 Mainstream du Billboard, devenant même numéro un en août 1997, grâce à sa grande diffusion sur les radios, ce qui fait d'OMC le premier groupe néo-zélandais à obtenir cette place. Cependant il n'entre pas dans le Billboard Hot 100, car le single n'est pas mis en vente en Amérique. Il reçoit le qualificatif de million airplay deux ans plus tard.
À la fin de 1997, le premier album d'OMC, également intitulé How Bizarre, est publié. Il se vend à plus d'un million d'exemplaires aux États-Unis et se classe dans d'autres pays. Entre 1995 et 2000, on[Qui ?] estime qu'OMC a vendu entre trois et quatre millions de disques à travers le monde. How Bizarre est la chanson la plus vendue pour une chanson venant et enregistrée en Nouvelle-Zélande.

### Après le succès mondial (1997-2007)
Depuis How Bizarre suit le single Land of Plenty, qui se classe dans le top 5 néo-zélandais. Right On est disque de platine. On The Run entre dans les classements anglais et néerlandais. En 1998, Fuemana et Jansson se disputent sur la question des royalties, ce qui se finit devant les tribunaux. Après un arrangement, Fuemana peut continuer d'user du nom d'OMC pour sa carrière solo. En 2002, William Shatner place How bizarre à la 71e place de son 100 Greatest One-hit Wonders. Fuemana et Jansson reforment un groupe en 2005 et sortent en 2007 le single 4 All of Us (avec l'actrice Lucy Lawless dans le chœur).[réf. nécessaire]

### Décès de Pauly et Phil Fuemana
Le 31 janvier 2010, Pauly Fuemana meurt à 40 ans au North Shore Hospital à Auckland après avoir souffert pendant plusieurs années d'une maladie dégénérative chronique, la polyradiculonévrite chronique. Son frère aîné, Phil, est décédé en 2005 d'une crise cardiaque.[réf. nécessaire] How Bizarre revient brièvement dans les charts de Nouvelle-Zélande à l'annonce de sa mort,.

## Discographie

### Album studio
- 1996 : How Bizarre

### Singles
- 1994 : We R the OMC
- 1995 : How Bizarre
- 1996 : Right On
- 1996 : On the Run
- 1997 : Land of Plenty
- 1997 : I Love L.A.
- 2007 : 4 All of Us